# Moschea di Niujie
La moschea di Niujie (牛街礼拜寺 , pinyin Niūjiē lǐbàisì ) è la più antica e più grande moschea di Pechino, costruita nel 996 da Nazruddin, un funzionario arabo della dinastia Liao. L'edificio fu in seguito ricostruito e ingrandito sotto la dinastia Yuan, la dinastia Ming e la dinastia Qing.
Esteso su circa 6000 metri quadrati, la moschea si caratterizza per la disposizione simmetrica est-ovest e la sintesi di architettura cinese e islamica. Lo spazio, distinto in sale di preghiera per uomini e donne, può contenere mille persone. Il complesso comprende una torre d'osservazione, un minareto, una sala di lettura, una sala delle Sante Scritture e un hammam. Dopo la proclamazione della Repubblica popolare nel 1949 la moschea ha subito restauri nel 1955, 1979 e 1996.